# Arroyo del Hospital
El arroyo del Hospital es un curso de agua uruguayo que atraviesa el departamento de Rivera perteneciente a la cuenca hidrográfica del Río de la Plata.
Nace en la cuchilla de Santa Ana y desemboca en el río Negro tras recorrer alrededor de 42 km.
Su principal afluente es el arroyo arroyo Blanco .
- Datos: Q6389042